# 존 이든저 리틀우드
존 이든저 리틀우드(영어: John Edensor Littlewood, IPA: [dʒɒn ˈlɪtl̩wʊd] 1885–1977)는 잉글랜드의 수학자다. 고드프리 해럴드 하디와의 공동 연구와 라마누잔을 지도한 것으로 유명하다.

## 생애
1885년 영국 켄트주 로체스터에서 태어났다. 케임브리지 대학교 트리니티 칼리지에서 공부하였으며, 1905년 수학 시험 (영어: Mathematical Tripos)에서 수석(Senior Wrangler)을 차지했다. 그 뒤 계속 케임브리지 대학교에서 머물렀다. 1916년 왕립 학회 회원으로 선출되었다. 1928년 라우스 볼(Rouse Ball) 수학 석좌교수로 임용되었고, 1950년 은퇴하였다.
고드프리 해럴드 하디와의 수많은 공동 발표 논문으로 유명하다. 리틀우드는 1911년부터 하디와 해석학과 해석적 정수론에 관한 공동 연구를 진행하였다. 이는 곧 하디-리틀우드 원형법의 웨어링의 문제의 개발에 이르렀다. 그들은 소수 이론에서 다양한 명제들과 조건적 명제들을 증명하여 추측계로서의 정수론을 개발하였고, 이의 대표적인 예가 제 1과 제 2 하디-리틀우드 가정이다. 하디와 리틀우드의 공동연구는 수학사에서 가장 성공적이고 유명한 공동 연구 사례들 중 하나이다. 심지어 1947년 덴마크의 수학자인 하랄드 보어(덴마크어: Harald Bohr, 닐스 보어의 동생)는 강의 중 이렇게 말했다.
| “ | 요즘 잉글랜드에는 진정 뛰어난 수학자가 세 명밖에 없습니다. 이는 하디, 리틀우드, 그리고 하디-리틀우드이죠. Nowadays, there are only three really great English mathematicians: Hardy, Littlewood, and Hardy-Littlewood. | ” |

한 일화로, 독일에서 어느 수학자가 ‘리틀우드’가 하디의 익명인 줄 알았는데 사실 실존하는 사람이란 사실을 알고 놀랐다고 한다. 혹자는 이 수학자가 노버트 위너와 에드문트 란다우라고 한다.

## 같이 보기
- 점근 표기법
- 쌍둥이 소수
- 스큐스 수